# Bouresches
Bouresches település Franciaországban, Aisne megyében. Lakosainak száma 187 fő (2022. január 1.). Bouresches Belleau, Château-Thierry, Essômes-sur-Marne, Étrépilly és Lucy-le-Bocage községekkel határos.

## Népesség
A település népességének változása:
| Lakosok száma | 205  | 180  | 166  | 206  | 201  | 201  | 202  | 196  | 193  | 187  |
|               | 1968 | 1982 | 1990 | 2006 | 2013 | 2015 | 2017 | 2019 | 2020 | 2022 |